# ستيفن هاريغان
ستيفن هاريغان (بالإنجليزية: Stephen Harrigan)‏ (9 سبتمبر 1951، أوكلاهوما سيتي في الولايات المتحدة)؛ مؤلف، كاتب، صحفي، كاتب سيناريو وروائي أمريكي.

## روابط خارجية
- ستيفن هاريغان على موقع IMDb (الإنجليزية)
- ستيفن هاريغان على موقع ألو سيني (الفرنسية)
- ستيفن هاريغان على موقع أول موفي (الإنجليزية)
- ستيفن هاريغان على موقع قاعدة بيانات الأفلام السويدية (السويدية)
- ستيفن هاريغان على موقع قاعدة بيانات الفيلم (الإنجليزية)
- ستيفن هاريغان على موقع كينوبويسك (الروسية)